# Oresbia heterocarpa
 Oresbia heterocarpa  Cron & B.Nord., 2006 è una specie di pianta angiosperma dicotiledone della famiglia delle Asteraceae (sottofamiglia Asteroideae).  Oresbia heterocarpa è anche l'unica specie del genere  Oresbia  Cron & B.Nord., 2006.

## Etimologia
Il nome generico (Oresbia) deriva da una parola antica il cui significato è "vive sulle montagne". L'epiteto specifico (heterocarpa) significa che i frutti sono dimorfici.
Il nome scientifico della specie è stato definito dai botanici Glynis V. Cron e Rune Bertil Nordenstam (1936-) nella pubblicazione " Novon; a Journal for Botanical Nomenclature. St. Louis, MO" [Novon 16(2): 216 (-223; figs. 1-4)] del 2006. Il nome scientifico del genere è stato definito nella stessa pubblicazione.

## Descrizione

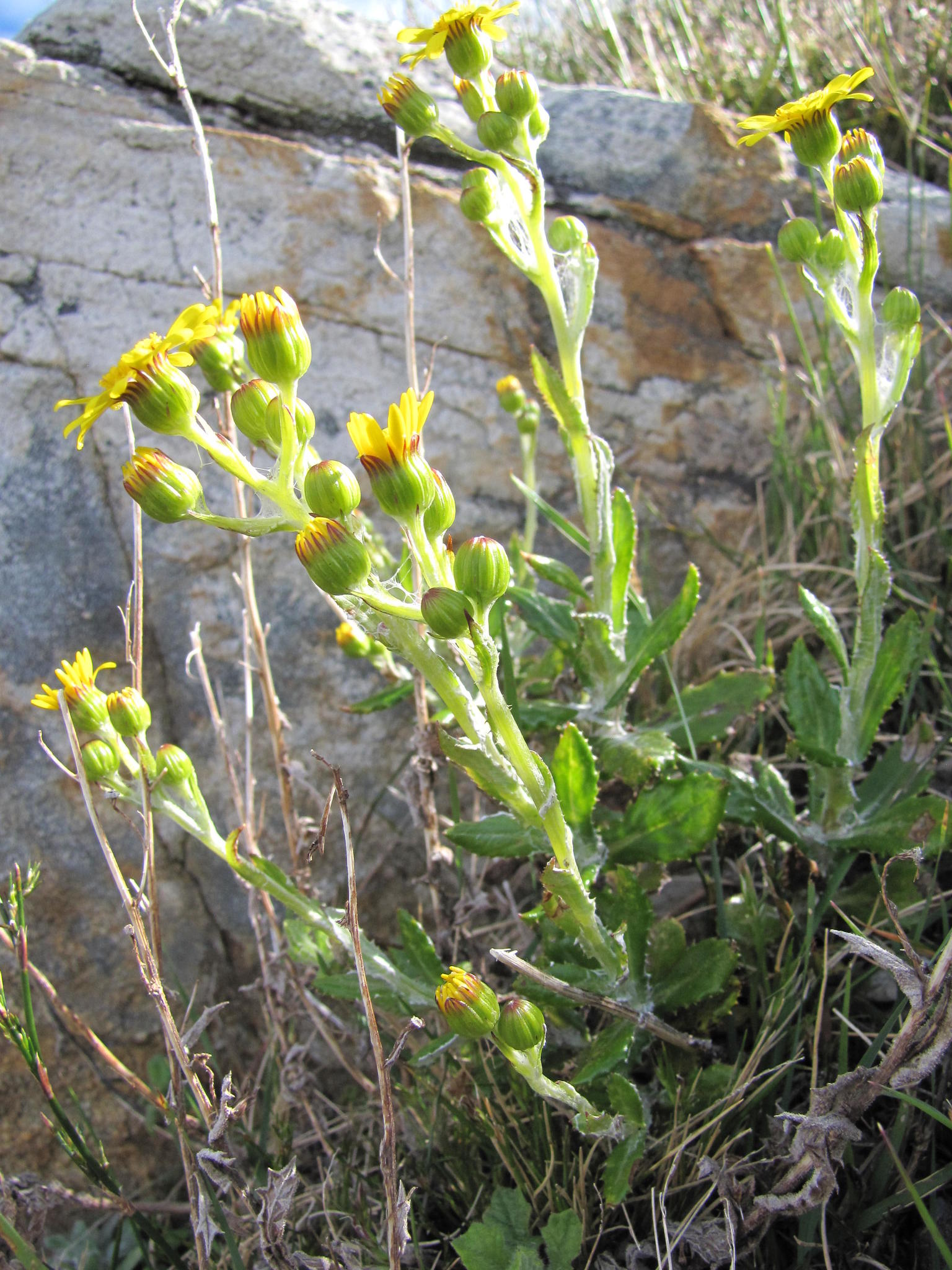
Infiorescenza

Habitus. Oresbia heterocarpa ha un habitus di tipo erbaceo perenne. Le superfici delle varie parti della pianta piante è tomentosa-aracnoide.
Radici. Le radici in genere sono secondarie da rizoma e possono essere fibrose. I rizomi sono striscianti o legnosi.
Fusto. La parte aerea è eretta o strisciante o lianosa; semplice o ramosa.
Foglie. Le foglie cauline, disposte in modo alternato, sono sessili con forme della lamina ellittico-ovata o spatolata con base ristretta. I margini sono interi o dentati o seghettati. La superficie superiore è glabra; quella inferiore è tomentosa.
Infiorescenza. Le sinflorescenze sono composte da più capolini (ma anche uno solo) organizzati in formazioni lasse-corimbose. Le infiorescenze vere e proprie sono formate da un capolino terminale lungamente peduncolato di tipo radiato. Alla base dell'involucro è presente un calice formato da brattee fogliacee. I capolini sono formati da un involucro, con forme da cilindriche a campanulate o emisferiche, composto da diverse brattee, al cui interno un ricettacolo fa da base ai fiori di due tipi: quelli esterni del raggio e quelli più interni del disco. Le brattee sono disposte in modo embricato di solito su una sola serie e possono essere connate alla base. Il ricettacolo è nudo (senza pagliette a protezione della base dei fiori); la forma è convessa e a volte è alveolato.
Fiori.  I fiori sono tetra-ciclici (formati cioè da 4 verticilli: calice – corolla – androceo – gineceo) e pentameri (calice e corolla formati da 5 elementi). Sono inoltre ermafroditi, più precisamente i fiori del raggio (quelli ligulati e zigomorfi) sono femminili; mentre quelli del disco centrale (tubulosi e actinomorfi) sono bisessuali o a volte funzionalmente maschili.
- Formula fiorale:

*/x K {\displaystyle \infty }, [C (5), A (5)], G 2 (infero), achenio
- Calice: i sepali del calice sono ridotti ad una coroncina di squame.
- Corolla: nella parte inferiore i petali della corolla sono saldati insieme e formano un tubo. In particolare le corolle dei fiori del disco centrale (tubulosi) terminano con delle fauci dilatate a raggiera con cinque lobi. I lobi possono avere una forma da deltoide a triangolare-ovata. Nella corolla dei fiori periferici (ligulati) il tubo si trasforma in un prolungamento da nastriforme o ligulato a filiforme o allargato, terminante più o meno con cinque dentelli. Il colore delle corolle è giallo.
- Androceo: gli stami sono 5 con dei filamenti liberi. La parte basale del collare dei filamenti può essere dilatata. Le antere invece sono saldate fra di loro e formano un manicotto che circonda lo stilo. Le antere sono sagittate o brevemente codate. La struttura delle antere è di tipo tetrasporangiato, raramente sono bisporangiate. Il tessuto endoteciale è radiale o polarizzato. Il polline è tricolporato (tipo "helianthoid").[12]
- Gineceo: lo stilo è biforcato con due stigmi nella parte apicale. Gli stigmi sono troncati e possono essere ricoperti da minute papille; altre volte i peli sono di tipo penicillato. Le superfici stigmatiche sono separate o parzialmente confluenti, oppure continue.  L'ovario è infero uniloculare formato da 2 carpelli.

Frutti. I frutti sono degli acheni con pappo. La forma degli acheni è oblunga. Non sempre il carpoforo è distinguibile. Il colore del frutto può essere nero o bruno. Gli acheni sono dimorfici (gli acheni dei fiori esterni hanno 4 ali e sono glabri; gli acheni dei fiori interni hanno 6 coste con peli mucillaginosi). Il pappo è formato da numerose setole snelle, bianche caduche.

## Biologia
Impollinazione: l'impollinazione avviene tramite insetti (impollinazione entomogama tramite farfalle diurne e notturne).
Riproduzione: la fecondazione avviene fondamentalmente tramite l'impollinazione dei fiori (vedi sopra).
Dispersione: i semi (gli acheni) cadendo a terra sono successivamente dispersi soprattutto da insetti tipo formiche (disseminazione mirmecoria). In questo tipo di piante avviene anche un altro tipo di dispersione: zoocoria. Infatti gli uncini delle brattee dell'involucro (se presenti) si agganciano ai peli degli animali di passaggio disperdendo così anche su lunghe distanze i semi della pianta. Inoltre per merito del pappo il vento può trasportare i semi anche a distanza di alcuni chilometri (disseminazione anemocora).

## Distribuzione e habitat
La specie di questa voce è distribuita in Sudafrica.

## Tassonomia
La famiglia di appartenenza di questa voce (Asteraceae o Compositae, nomen conservandum) probabilmente originaria del Sud America, è la più numerosa del mondo vegetale, comprende oltre 23.000 specie distribuite su 1.535 generi, oppure 22.750 specie e 1.530 generi secondo altre fonti (una delle checklist più aggiornata elenca fino a 1.679 generi). La famiglia attualmente (2021) è divisa in 16 sottofamiglie; la sottofamiglia Asteroideae è una di queste e rappresenta l'evoluzione più recente di tutta la famiglia.

### Filogenesi
Il genere di questa voce appartiene alla sottotribù Senecioninae della tribù Senecioneae (una delle 21 tribù della sottofamiglia Asteroideae). In base ai dati filogenetici la sottotribù, all'interno della tribù, occupa il "core" della tribù e insieme alla sottotribù Othonninae forma un "gruppo fratello".
I seguenti caratteri sono indicativi per la sottotribù:
- il portamento è molto vario (erbe, arbusti, liane, epifite, alberelli o alberi);
- le foglie sono sia basali che cauline disposte in modo alternato;
- sono presenti capolini sia radiati, disciformi o discoidi;
- le antere sono tetrasporangiate, raramente bisporangiate.

La struttura della sottotribù è molto complessa e articolata (è la più numerosa della tribù con oltre 1.200 specie distribuite su un centinaio di generi) e al suo interno sono raccolti molti sottogruppi caratteristici le cui analisi sono ancora da completare. Il genere Oresbia, insieme ai generi Austrosynotis, Dendrosenecio e Phaneroglossa, appartiene ad un clade, debolmente supportato, che dalle analisi filogenetiche risulta in una posizione relativamente basale (si è separato precocemente) nella sottotribù Senecioninae.
Il cladogramma seguente (semplificato) mostra l'attuale conoscenza filogenetica di questo gruppo.
|  | Phaneroglossa                                                         |
|  |                                                                       |
|  | \| \| Oresbia heterocarpa \| \| \| \| \| \| Dendrosenecio \| \| \| \| |
|  |                                                                       |
|  | Oresbia heterocarpa                                                   |
|  |                                                                       |
|  | Dendrosenecio                                                         |
|  |                                                                       |

|  | Oresbia heterocarpa |
|  |                     |
|  | Dendrosenecio       |
|  |                     |

|  | Phaneroglossa                                                         |
|  |                                                                       |
|  | \| \| Oresbia heterocarpa \| \| \| \| \| \| Dendrosenecio \| \| \| \| |
|  |                                                                       |
|  | Oresbia heterocarpa                                                   |
|  |                                                                       |
|  | Dendrosenecio                                                         |
|  |                                                                       |

|  | Oresbia heterocarpa |
|  |                     |
|  | Dendrosenecio       |
|  |                     |

I caratteri distintivi per la specie  Oresbia heterocarpa sono:
- la specie è endemica del Sudafrica;
- gli acheni sono dimorfici;
- gli acheni dei fiori esterni hanno 4 ali e sono glabri;
- gli acheni dei fiori interni hanno 6 coste con peli mucillaginosi.